# Dirac-Spinor
Ein Dirac-Spinor ist ein Begriff aus der Mathematik, der nach Paul Dirac benannt ist. Dirac-Spinoren sind Elemente der fundamentalen Darstellung {\displaystyle \Delta } der komplexifizierten Clifford-Algebra {\displaystyle \mathrm {Cliff} (p,q)} und somit eine bestimmte Gattung von Spinoren (Vektoren). Sie sind ein nützliches Konzept der Quantenphysik.
Häufig als Dirac-Spinoren bezeichnet werden auch Lösungen der Dirac-Gleichung. Diese sind Dirac-Spinorfelder, d. h. jedem Punkt der Raumzeit wird ein vierdimensionaler Dirac-Spinor zugeordnet.

## Mathematische Konstruktion
Sei {\displaystyle n=p+q}.
Die komplexifizierte Clifford-Algebra {\displaystyle \mathrm {Cliff} (p,q)} ist
- isomorph zur Matrizenalgebra {\displaystyle Mat_{2^{k}}(\mathbb {C} )}, falls {\displaystyle n=2k} gerade ist, oder
- isomorph zur Matrizenalgebra {\displaystyle Mat_{2^{k-1}}(\mathbb {C} )\oplus Mat_{2^{k-1}}(\mathbb {C} )}, falls {\displaystyle n=2k-1} ungerade ist.

In jedem Fall hat sie eine kanonische {\displaystyle 2^{k}}-dimensionale Darstellung, die also für alle Signaturen {\displaystyle (p,q)} mit {\displaystyle n=p+q} existiert und auch eine Darstellung der Spin-Gruppe {\displaystyle \mathrm {Spin} (p,q)} ist. Diese Darstellung heißt Spinor-Darstellung, die Vektoren dieses Darstellungsraumes werden als Dirac-Spinoren bezeichnet.
In geraden Dimensionen {\displaystyle n=2k} ist die Spinor-Darstellung, als Darstellung von {\displaystyle \mathrm {Spin} (p,q)} betrachtet, reduzibel. Sie kann zerlegt in zwei Weyl-Spinoren der Dimension {\displaystyle 2^{k-1}} werden, es gibt also zwei Darstellungsräume, so dass {\displaystyle \Delta _{2k}=\Delta _{2k}^{+}\oplus \Delta _{2k}^{-}}. Die Darstellungen mit den Darstellungsräumen {\displaystyle \Delta _{2k}^{+},\Delta _{2k}^{-}} und auch für ungerade Dimensionen  {\displaystyle n=2k+1} mit dem Raum {\displaystyle \Delta _{2k+1}} sind irreduzibel.

## Anwendung in der Elementarteilchenphysik
Dirac-Spinoren in 3+1 Raum-Zeit-Dimensionen, also zu {\displaystyle \mathrm {Cliff} (3,1)}, dienen in der Quantenelektrodynamik zur mathematischen Beschreibung von Fermionen mit Spin 1/2. Zu diesen Dirac-Fermionen gehören im Standardmodell der Teilchenphysik sämtliche fundamentalen Fermionen. In diesem Fall sind die Dirac-Spinoren vierdimensional, gehören zu einer Darstellung der Lorentzgruppe und sind Lösungen der Dirac-Gleichung. In String- und Branentheorien werden auch Dirac-Spinoren in höheren Dimensionen betrachtet.
Dagegen wurden Majorana-Fermionen bisher nicht gefunden, aber von manchen vereinheitlichten Feldtheorien vorhergesagt. Sie entsprechen reellen Darstellungen der Cliffordalgebren.